# Giovanni Battista Gisleni

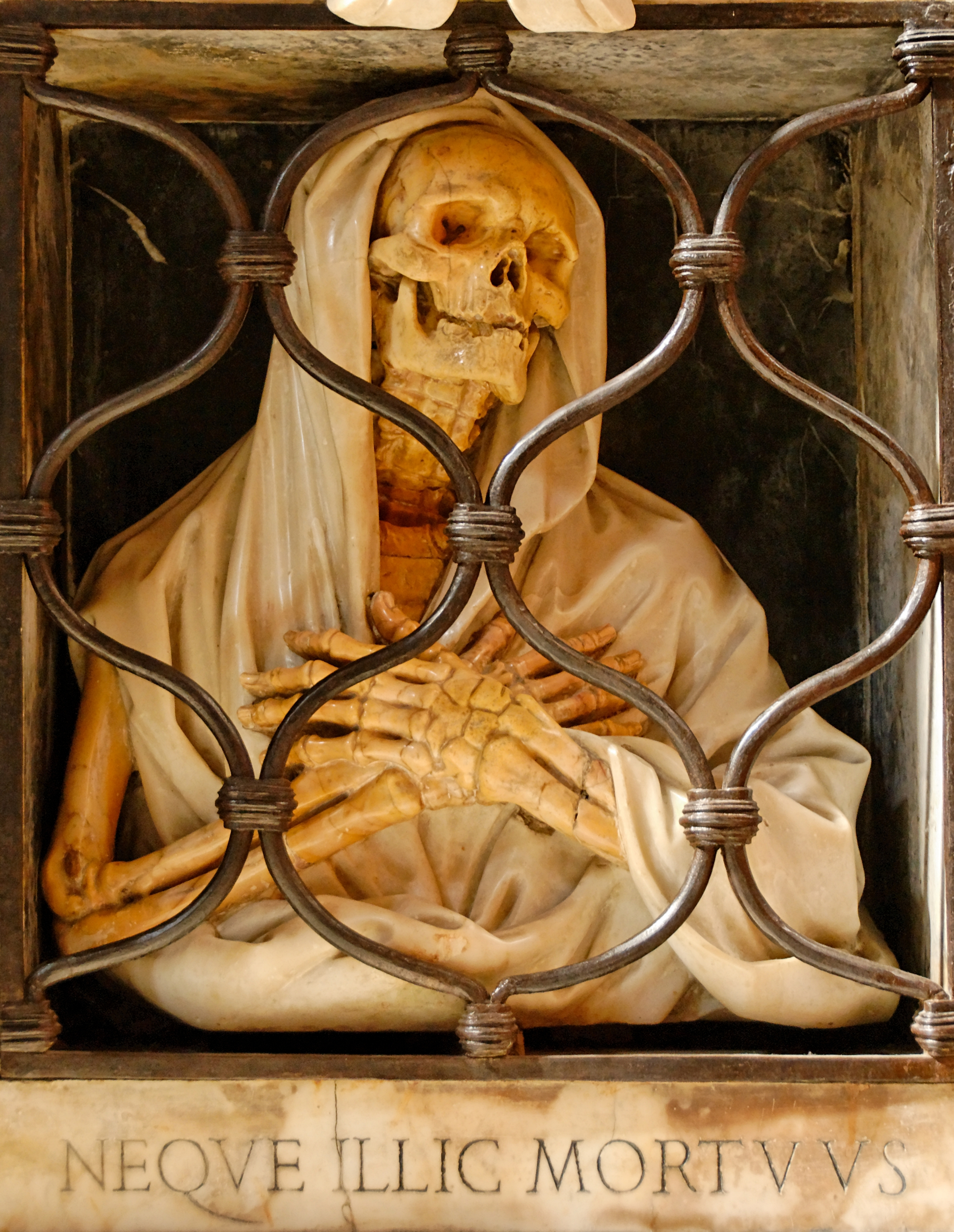
Detail van het graf van Gisleni in de kerk van Santa Maria del Popolo in Rome.

Het klooster Byaroza - geschilderd door Napoleon Orda

Giovanni Battista Gisleni (Jan Baptysta Gisleni, Gislenius, Ghisleni) (Rome, 1600 – aldaar, 3 mei 1672) was een Italiaanse barokarchitect, decorontwerper, regisseur, zanger en muzikant aan het Poolse koninklijke hof.
Gisleni werd geboren en stierf in Rome. Hij diende drie Poolse koningen van de Wasa-dynastie: Sigismund III, Wladislaus IV en Jan II Casimir, in de jaren 1630-1668. Gisleni's graf bevindt zich in de kerk van Santa Maria del Popolo in Rome en heeft de vorm van een memento mori dat een ingewikkeld gesneden skeletfiguur van de Dood toont.

## Voornaamste werken
- Klooster Byaroza der kartuizers in het huidige Wit-Rusland (1648)
- Kerk van de Presentatie in Lviv (1642)
- Karmelietenkerk (Warschau) in Warschau (1652)
- Barokaltaar gefinancierd door bisschop Piotr Gembicki in de Wawelkathedraal (circa 1650)

- Gemeinsame Normdatei: 140604243
- International Standard Name Identifier: 0000 0001 1000 0192
- RKD-Nederlands Instituut voor Kunstgeschiedenis: 31998
- Istituto Centrale per il Catalogo Unico: UBOV391887
- Union List of Artist Names: 500032908
- Virtual International Authority File: 95884216
- WorldCat: E39PBJvd9fPVvHD3tdyjFymGHC